# Lisów (Kielce)
Pour les articles homonymes, voir Lisów.
Lisów est une localité polonaise de la gmina de Morawica, située dans le powiat de Kielce en voïvodie de Sainte-Croix.